# Paris Masters 2020
Il Paris Masters 2020, ufficialmente Rolex Paris Masters 2020 per motivi di sponsorizzazione, è stato un torneo di tennis giocato sul cemento indoor. È stata la 48ª edizione del Paris Masters, che fa parte della categoria ATP Tour Masters 1000 nell'ambito dell'ATP Tour 2020. Il torneo si è giocato al Palazzo dello Sport di Parigi-Bercy, in Francia, dal 2 all'8 novembre 2020.

## Partecipanti

### Teste di serie
| Nazionalità | Giocatore             | Ranking* | Testa di serie |
| ----------- | --------------------- | -------- | -------------- |
| Spagna      | Rafael Nadal          | 2        | 1              |
| Grecia      | Stefanos Tsitsipas    | 5        | 2              |
| Russia      | Daniil Medvedev       | 6        | 3              |
| Germania    | Alexander Zverev      | 7        | 4              |
| Russia      | Andrej Rublëv         | 8        | 5              |
| Argentina   | Diego Schwartzman     | 9        | 6              |
| Italia      | Matteo Berrettini     | 10       | 7              |
| Belgio      | David Goffin          | 14       | 8              |
| Spagna      | Pablo Carreño Busta   | 15       | 9              |
| Canada      | Milos Raonic          | 17       | 10             |
| Russia      | Karen Chačanov        | 18       | 11             |
| Svizzera    | Stan Wawrinka         | 19       | 12             |
| Bulgaria    | Grigor Dimitrov       | 20       | 13             |
| Canada      | Félix Auger-Aliassime | 21       | 14             |
| Croazia     | Borna Ćorić           | 24       | 15             |
| Australia   | Alex de Minaur        | 25       | 16             |

* Ranking al 26 ottobre 2020.

### Altri partecipanti
I seguenti giocatori hanno ricevuto una wildcard per il tabellone principale:
- Benjamin Bonzi
- Hugo Gaston
- Pierre-Hugues Herbert
- Corentin Moutet

Il seguente giocatore è entrato in tabellone come special exempt:
- Kevin Anderson

I seguenti giocatori sono passati dalle qualificazioni:

- Marco Cecchinato
- Federico Delbonis
- Alejandro Davidovich Fokina
- Márton Fucsovics
- Marcos Giron
- Norbert Gombos
- Stefano Travaglia

I seguenti giocatori sono entrati in tabellone come lucky loser:
- Radu Albot
- Salvatore Caruso
- Federico Coria
- Laslo Đere

### Ritiri
Prima del torneo
- Roberto Bautista Agut → sostituito da  Tommy Paul
- Novak Đoković → sostituito da  Feliciano López
- Grigor Dimitrov → sostituito da  Laslo Đere
- Kyle Edmund → sostituito da  Aljaž Bedene
- Fabio Fognini → sostituito da  Pablo Andújar
- Cristian Garín → sostituito da  Salvatore Caruso
- John Isner → sostituito da  Tennys Sandgren
- Nick Kyrgios → sostituito da  Lorenzo Sonego
- Gaël Monfils → sostituito da  Jordan Thompson
- Kei Nishikori → sostituito da  Gilles Simon
- Reilly Opelka → sostituito da  Aleksandr Bublik
- Guido Pella → sostituito da  Richard Gasquet
- Benoît Paire → sostituito da  Radu Albot
- Denis Shapovalov → sostituito da  Yoshihito Nishioka
- Dominic Thiem → sostituito da  Federico Coria
- Jo-Wilfried Tsonga → sostituito da  Fernando Verdasco

Durante il torneo
- Kevin Anderson
- Laslo Đere
- Corentin Moutet

## Partecipanti al doppio

### Teste di serie
| Nazione     | Giocatore             | Nazione       | Giocatore              | Ranking* | Testa di serie |
| ----------- | --------------------- | ------------- | ---------------------- | -------- | -------------- |
| Colombia    | Robert Farah          | Argentina     | Horacio Zeballos       | 4        | 1              |
| Croazia     | Mate Pavić            | Brasile       | Bruno Soares           | 11       | 2              |
| Stati Uniti | Rajeev Ram            | Regno Unito   | Joe Salisbury          | 17       | 3              |
| Polonia     | Łukasz Kubot          | Brasile       | Marcelo Melo           | 24       | 4              |
| Francia     | Pierre-Hugues Herbert | Francia       | Nicolas Mahut          | 25       | 5              |
| Paesi Bassi | Wesley Koolhof        | Croazia       | Nikola Mektić          | 27       | 6              |
| Australia   | John Peers            | Nuova Zelanda | Michael Venus          | 34       | 7              |
| Austria     | Jürgen Melzer         | Francia       | Édouard Roger-Vasselin | 47       | 8              |
| Francia     | Fabrice Martin        | Paesi Bassi   | Jean-Julien Rojer      | 47       | 9              |

* Ranking aggiornato al 26 ottobre 2020.

### Altri partecipanti
Le seguenti coppie hanno ricevuto una wildcard per il tabellone principale:
- Hugo Gaston /  Ugo Humbert
- Adrian Mannarino /  Gilles Simon

Le seguenti coppie sono entrate in tabellone come Alternate:
- Marcelo Arévalo /  Matwé Middelkoop
- Nikola Ćaćić /  Dušan Lajović
- Marcus Daniell /  Philipp Oswald
- Hugo Nys /  Artem Sitak

### Ritiri
Prima del torneo
- Daniel Evans
- Joe Salisbury
- Stefanos Tsitsipas

## Punti e montepremi
| Torneo              | V        | F        | SF       | QF      | 3T      | 2T      | 1T      | Q    | Q2      | Q1     |
| Singolare           | 1000     | 600      | 360      | 180     | 90      | 45      | 10      | 25   | 16      | 0      |
| Premi in denaro (€) | €225 210 | €150 000 | €100 000 | €78 000 | €56 000 | €36 000 | €22 275 | N.D. | €10 865 | €6 160 |
| Doppio              | 1000     | 600      | 360      | 180     | N.D.    | 90      | 0       | N.D. | N.D.    | N.D.   |
| Premi in denaro (€) | €91 665  | €69 000  | €48 000  | €32 000 | N.D.    | €21 870 | €11 550 | N.D. | N.D.    | N.D.   |

## Campioni

### Singolare
Daniil Medvedev ha sconfitto in finale  Alexander Zverev con il punteggio di 5-7, 6-4, 6-1.
- È l'ottavo titolo in carriera per Medvedev, il primo della stagione.

### Doppio
Félix Auger-Aliassime /  Hubert Hurkacz hanno sconfitto  Mate Pavić /  Bruno Soares con il punteggio di 6(3)–7, 7–6(7), [10-2].